# Marathon (Computerspielreihe)
Marathon ist der Name einer Trilogie von Ego-Shootern aus den 1990er Jahren für den Apple Macintosh, produziert vom US-amerikanischen Spieleentwickler Bungie Software.

## Beschreibung
Bei der Veröffentlichung im Jahr 1994 konkurrierte Marathon unter anderem mit Doom (1993), das für das Genre der Ego-Shooter als richtungsweisend gilt. Gegenüber Doom besitzt Marathon besser ausgearbeitete Grafiken bei einer vergleichbaren 3D-Engine, eine komplexere Steuerung, eine Vielzahl von Mehrspieler-Modi und vor allem eine tiefgehende und vielschichtige Storyline, die über alle drei Teile der Trilogie fortgeführt wird. Viele Fans der Trilogie sehen in der Storyline den wichtigsten Bestandteil des Spiels, da die Protagonisten (Leela, Tycho und Durandal, drei künstliche Intelligenzen) umfassend ausgeschmückt wurden, viel trockenen Humor an den Tag legen und eine fantastische Geschichte, die verworren und offen ist.

## Entwicklung
Ende des Jahres 1994 erschien der erste Teil unter dem Titel Marathon, 1995 folgte der zweite Teil Marathon 2: Durandal, der auch auf den PC für die Windows-Plattform portiert wurde, und schließlich 1996 Marathon: Infinity (wieder nur für den Mac).

## Aleph One

Logo des Open-Source-Ablegers Aleph One

Im Jahr 2000 gab Bungie den Quellcode von Marathon 2 unter der GPL-Lizenz frei. Einige interessierte Programmierer portierten den Quelltext und entwickelten diesen über die Jahre weiter, daraus entstand das Projekt Aleph One. Durch diese Portierung ist es auch möglich, das Spiel auf verschiedenen Systemen zu starten. 2011 erschien Aleph One in Version 1.0 und Bungie gab schließlich die komplette Trilogie als Freeware frei. Aleph One geht über eine reine Portierung hinaus und unterstützt HD-Grafiken, OpenGL Shader sowie ein Koop-Modus und Mehrspieler über das Internet. Zudem wird eine zeitgemäße Maussteuerung sowie Gamepads unterstützt. Unterstützung für Mods wurde ebenfalls nachgerüstet. Im Jahr 2025 erschienen für moderne Hardware angepasste Neuauflagen auf Steam ebenfalls kostenfrei.